# افرايم الملك ويلسون
افرايم الملك ويلسون (بالإنجليزية: Ephraim King Wilson)‏ (و. 1771 – 1834 م) هو سياسي، ومحام من الولايات المتحدة الأمريكية .
وهو عضو في الحزب الديمقراطي الأمريكي .

## التعليم
تعلم في جامعة برنستون.